# フェスタin大谷
フェスタin大谷（フェスタインおおや）は、栃木県宇都宮市大谷町周辺で開催される秋のイベント。特産品である大谷石の需要拡大と産地である大谷地域の振興を目的として2000年（平成12年）に始まり、2020年（令和2年）で20回目を迎えた。2016年（平成28年）までは昼間に2日間開催し、ステージでのパフォーマンスや大谷石の加工体験などを主とするイベントであったが、2017年（平成29年）より夜間の開催になり、プロジェクションマッピングやライトアップを中心とするイベントに転換した。

## 特色
主会場は大谷景観公園と大谷資料館で、旧大谷公会堂や多気山持宝院が副会場となったこともある。入場料は無料で、コンサートなど一部の催しは有料となる。開催時期は毎年秋であり、9月開催の年と10月開催の年がある。

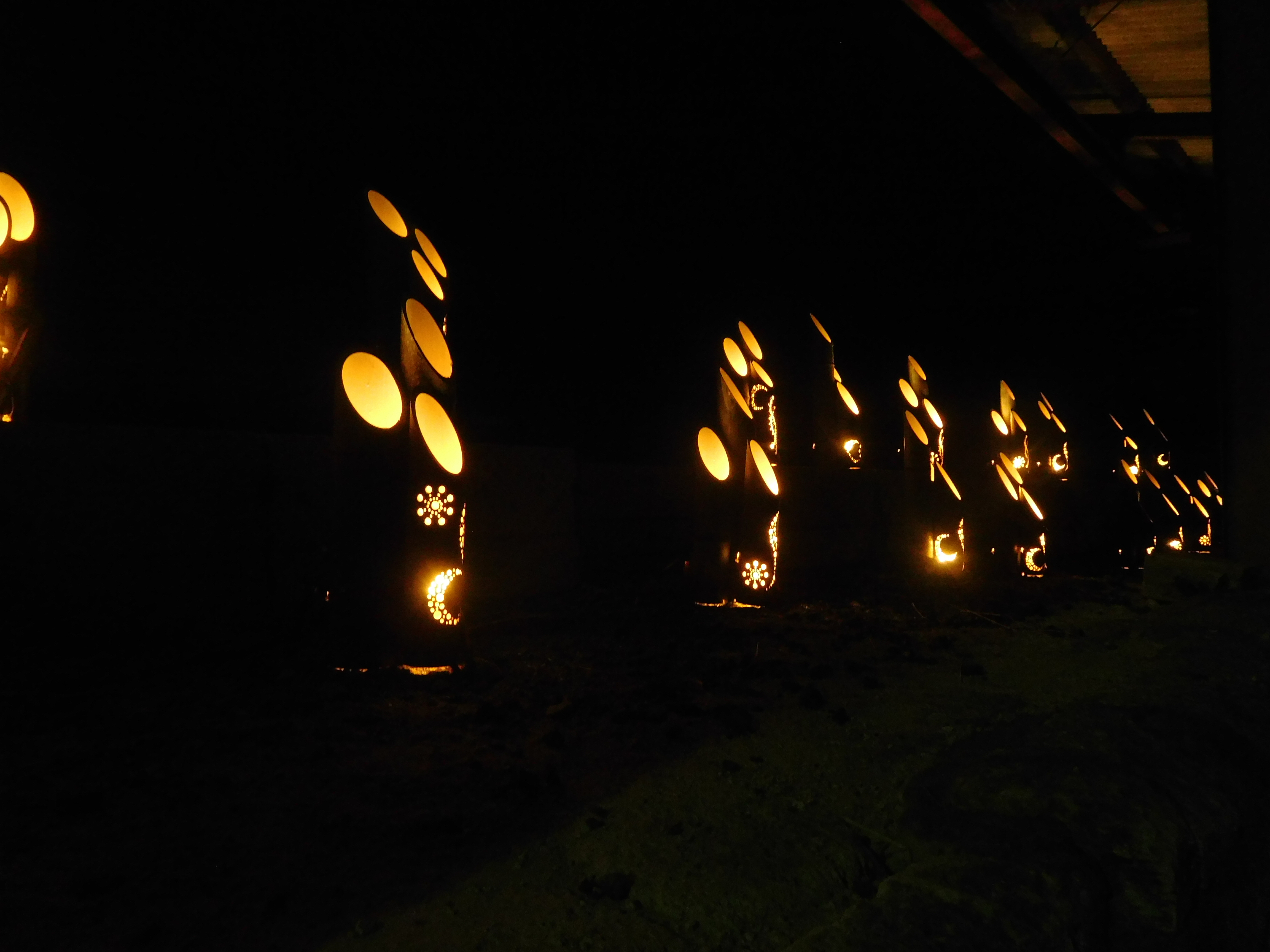
竹灯籠（竹あかり）

開催当初は、野外特設ステージや大谷石の地下採掘場跡での音楽演奏を中心としたイベントであった。このほか工作体験や各種展示・販売、スタンプラリーなども併せて行われた。2016年（平成28年）までは2日間の開催で、夜間に大谷石職人が作った石灯籠に点灯することはあったが、基本的には日中のイベントであった。2017年（平成29年）からは夜間のイベントに転換、1日だけの開催となり、イベントの内容も大谷資料館の地下空間でのプロジェクションマッピング上映、飲食物や大谷石あかりの販売、会期前からの大谷石ライトアップに変化した。2020年（令和2年）は新型コロナウイルス感染症対策のため規模を縮小し、奇岩群のライトアップや石灯籠・竹灯籠の点灯が行われた。
2018年（平成30年）の主催はフェスタin大谷実行委員会、協賛は宇都宮市、宇都宮商工会議所、宇都宮観光コンベンション協会、下野新聞、栃木放送、エフエム栃木、とちぎテレビ、タウン情報もんみや、栃木リビング新聞社、生活応援情報マガジン/トチペ、ファーマーズ・フォレスト、サトーカメラ、井上総合印刷、宇都宮コミュニティメディアミヤラジであった。2020年（令和2年）はフェスタin大谷実行委員会の主催、宇都宮商工会議所と大谷石材協同組合の協賛で開催した。

## 歴史

### 開催前史
大谷石の産地である宇都宮市大谷町周辺では、採石後に生じる地下空洞が247か所もあり、1979年（昭和54年）の大谷資料館の開館をきっかけに、地下の特性と大規模な空間を生かしてイベントホールや貯蔵倉庫として活用するようになった。しかし1989年（平成元年）に大谷町坂本地区で大規模な陥没事故が発生し、その後もいくつかの陥没があったため、大谷石のイメージが低下し、観光客数も減少した。これを受けて安全性の確保と安全性評価の研究が進められたほか、イベントの開催による大谷石の需要喚起と大谷地域の活性化が図られた。その中核となるイベントがフェスタin大谷である。

### 昼間開催期（2000-2016）
フェスタin大谷は2000年（平成12年）に第1回が開催された。主催は城山地区総合開発推進協議会で、大谷石の彫刻の展示や大谷石採掘場跡をステージとした演奏会などを催した。第2回となる2001年（平成13年）は9月8日と9日の両日10時から15時まで、大谷石を削って置物などを作るワークショップ、フリーマーケット、ライブコンサート、大谷石の窯で焼いたピザ、多種類の餃子、宇都宮カクテル倶楽部会員によるカクテル・地ビールの販売などを催し、コンサートには白鳥英美子 with トワ・エ・モワが出演した。ツアー販売では東日本旅客鉄道大宮支社が協力した。2002年（平成14年）は、9月14日に大谷石の採掘でできた地下空間を利用したダンスパフォーマンスが最も人を集め、宇都宮在住のダンサー・妻木律子が、男性が朗読する「孤独」をテーマとした詩をバックに1時間にわたってダンスを披露した。2003年（平成15年）は10月18日と19日の両日に開催し、旧大谷公会堂が会場の1つに加わった。旧大谷公会堂は城山村が宇都宮市に編入されてから約60年に渡り市の倉庫として使用されていたが、フェスタ会場の1つとして写真展やシンポジウムを開催することで、活用の契機とすることを意図した。
2004年（平成16年）は10月30日から31日にかけて、大谷景観公園、大谷資料館、城山地区市民センター、旧大谷公会堂、多気山持宝院の5会場で開催した。景観公園では和太鼓やジャズのステージ、ミニSL、大谷石細工、フリーマーケットや野菜・果物・焼き鳥・アジア料理の販売など、資料館では麻生秀穂によるワークショップやゴスペルコンサート、市民センターでは音楽祭、旧大谷公会堂では写真・版画展、持宝院では志賀かう子のリーディングライブや野点が開かれた。同年の集客目標は2日間でのべ15,000人であったが、実際は14,000人だったため、2005年（平成17年）は来場者増と年間観光客数300万人達成を掲げて10月29日・30日のフェスタ当日だけでなく、10月中に多気山でのハイキングや地元陶芸家が教える陶芸教室など地域性の濃い体験型の関連イベントを複数開催することになった。
2009年（平成21年）は9月5日と6日の両日に開催し、5日の夕方には城などを模った石灯籠3,000個に来場者が一斉に火を灯した。2011年（平成23年）も10月29日と30日に大谷石の加工体験や職人による実演販売、石灯籠3,000個の点灯が行われたほか、直売で宇都宮産に加え、福島県産の農産物も取り扱われた。2013年（平成25年）のステージにはローカルアイドルのとちおとめ25が登場した。9月6日と7日に開催した2014年（平成26年）には、新企画として大谷奇岩群などのガイドツアーや通常は非公開エリアである大谷資料館のプリエール教会の特別公開を実施した。同年の1日目の来場者数は約2,000人であった。2015年（平成27年）は9月5日と6日に宇都宮焼きそばや焼き鳥の屋台、和太鼓・大道芸・宇都宮市消防音楽隊・よさこいソーランなどのステージ、大谷資料館での通常消灯しているエリアのライトアップ、上位入賞作品を次年度のフェスタのポスターに採用する写真コンテストなどを開催した。2016年（平成28年）は9月3日から4日にかけて、ステージでの吹奏楽や和太鼓の演奏、大道芸の披露、地元企業の料理の販売、大谷石クイズラリーなどが行われ、28,000人が来訪した。

### 夜間開催期（2017-）

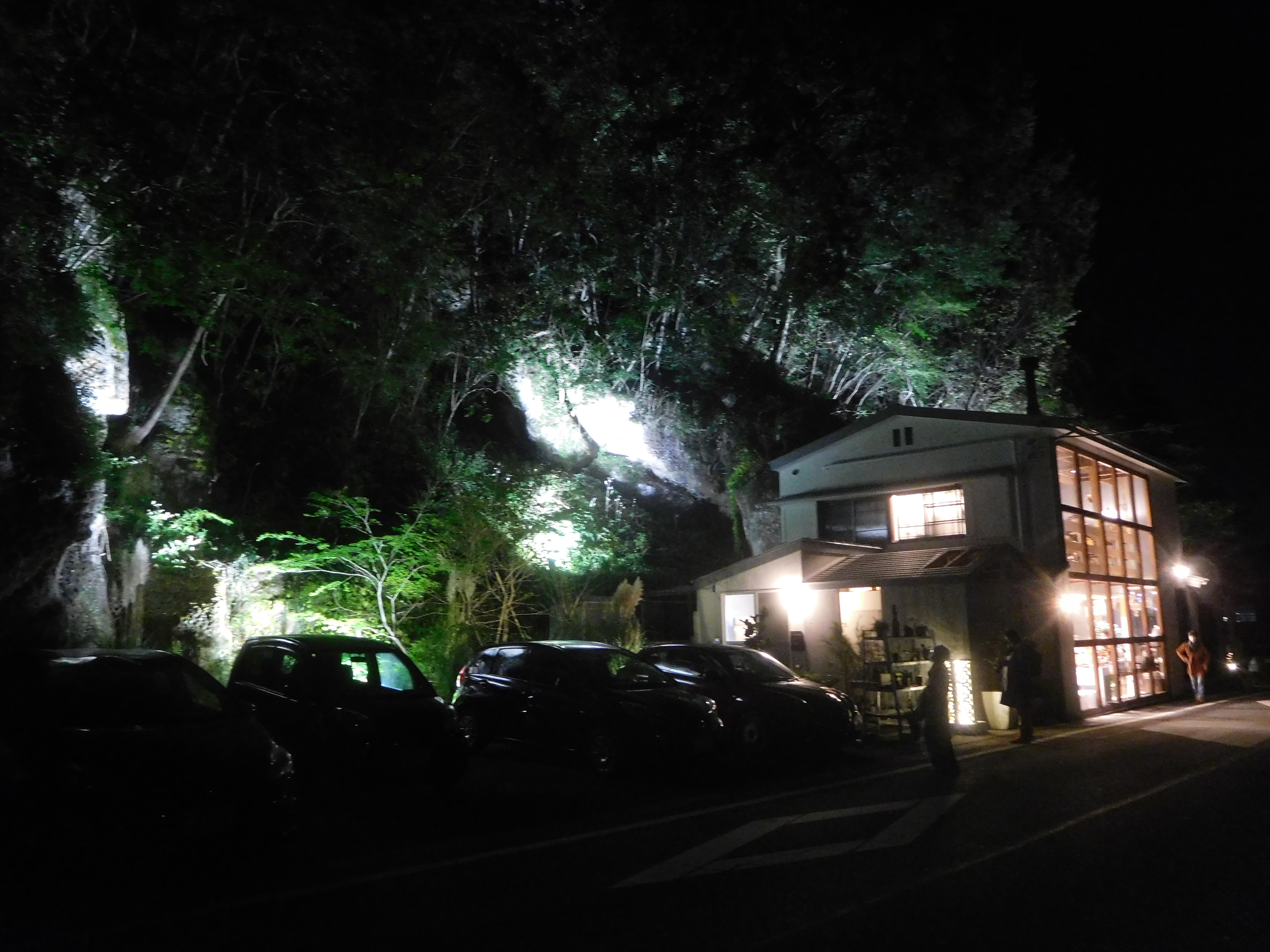
フェスタin大谷に合わせて夜間営業するコーヒーショップ

2017年（平成29年）にイベントの内容が見直され、日中のイベントから夜間のイベントへ、2日間の開催から1日のみに変更された。ただし会期前から大谷の奇岩群などを毎夜ライトアップするという企画が取り入れられた。同年は10月21日に開催し、大谷資料館地下空間でプロジェクションマッピングを上映したほか、駐車場から大谷資料館までの道中に大谷石あかりや人車（トロッコ）を展示する企画を行った。2018年（平成30年）は大谷石文化が日本遺産に認定されたことを記念して、ノンアルコールカクテルでの乾杯リレーでギネス世界記録を狙う企画が立てられた。10月27日に開かれた乾杯リレーは、50人が輪を作って隣の人と順番に乾杯していくもので、2度の失敗を経て3度目の挑戦で3分間に62回の乾杯を記録し、ギネス記録に認定された。
2019年（令和元年）は台風19号で大谷景観公園が被災したため中止となり、2020年（令和2年）は新型コロナウイルス感染症の拡大防止のため、「密をさけた中で石の町を楽しもう」というテーマを掲げ、10月17日から25日まで開催した。大谷景観公園など9か所での大谷石のライトアップや、石工が制作した石灯籠と宇都宮共和大学の学生が若山農場のモウソウチクで作った竹灯籠の点灯、周辺の飲食店の夜間営業が行われた。